# Maxera marchalii
Maxera marchalii är en fjärilsart som beskrevs av Jean Baptiste Boisduval 1834. Maxera marchalii ingår i släktet Maxera och familjen nattflyn. Inga underarter finns listade i Catalogue of Life.